# Ендрю Кучінс
Ендрю Кучінс (англ. Andrew Carrigan Kuchins) (13 лютого 1959) — американський політолог, експерт з питань російської політики, совєтолог. Старший науковий співробітник і професор Центру євразійських, російських і східноєвропейських досліджень (CERES) Школи дипломатичної служби Джорджтаунського університету.

## Життєпис
Закінчив Емгерстський коледж і Школу імені Пола Нітце з поглибленого вивчення міжнародних відносин в Університеті Джонса Хопкінса.
З 1989 по 1993 рр. — обіймав посаду виконавчого директора програми університетів Берклі і Стенфорда з вивчення Радянського Союзу і пострадянських країн.
З 1993 по 1997 рр. — старший співробітник у Фонді Джона і Кетрін Макартурів.
З 2003 по 2006 рр. — директор Московського Центру Карнеґі, в період з 2000 по 2003 роки очолював російсько-євразійську програму Фонду Карнеґі за міжнародний мир.
З 1997 по 2000 рр. — заступник директора Центру міжнародної безпеки та співробітництва в Стенфордському університеті.
Він керував дослідженнями і публікував матеріали з питань зовнішньої політики і питань безпеки.
В даний момент займається написанням роботи під заголовком «25 років американо-російських відносинам: що нам потрібно було засвоїти?».

## Автор книг
- «Росія після кризи» (Сергій Гурієв, Ендрю Кучінс, Андерс Ослунд. Видавництво: «Юнайтед Пресс» 2011 р. ISBN 978-5-904522-72-8)
- «Росія після розпаду» (2002)
- «Американо-російські відносини. Програма оновлення» (2000)
- «Росія і Японія: Невирішена дилема далеких сусідів» (спільно з Цуєси Хасегава і Джонатаном Хесламом, 1993).
- «Баланс России» (у співавторстві з Андерсом Аслундом, 2009)
- більше 100 наукових статей, параграфів книг, доповідей, публікацій в колонці автора.